# Korn (band)
 Denne artikel bør gennemlæses af en person med fagkendskab for at sikre den faglige korrekthed.

 Der er for få eller ingen kildehenvisninger i denne artikel, hvilket er et problem. Du kan hjælpe ved at angive troværdige kilder til de påstande, som fremføres i artiklen.

 For alternative betydninger, se Korn (flertydig). (Se også artikler, som begynder med Korn)
Korn (ofte stavet "KoRn" eller "KoЯn" som en tilnærmelse af deres officielle logo) er et grammy-vindende metal-band fra Bakersfield, Californien som anses for at være skabere og udbredere af genren nu metal. Det tekstmæssige indhold, er følelsespræget af Jonathan Davis' barske barndom med seksuelt misbrug af en ven af famlien, undertrykkelse, mobning og stofmisbrug.
Siden udgivelsen af deres debutalbum i 1994 har Korn solgt 38 millioner cd'er på verdensplan, heraf 20 millioner eksemplarer i USA. Dette gør Korn til et af verdens største heavy acts. Bandets liste består af fem multi-platinum sælgende studiealbums fulgt af hinanden (inklusiv opsamlingsalbumene Greatest Hits, Vol. 1, og MTV Unplugged: Korn) i top tien af Billboard Top 200 bedst sælgende albums. Til dato har Korn været med i seks grammy nomineringer og vundet to af dem.
Jonathan Davis blev placeret som nummer 16 på Hit Paraders "100 bedste heavy metal vokalister", James "Munky" Shaffer og Brian "Head" Welch blev placeret som nummer 26 på en liste over verdens bedste guitarister.

## Biografi

### De tidlige år
I 1993 fandt Jonathan Davis sammen med bandet Human Waste Project for deres første demo i en duet med Aimee Echo hvor de indspillede en coversang af "This Town" af The Go-Go's.
I mellemtiden havde Munky, Head, Fieldy, og Silveria stiftet L.A.P.D som originalt stod for Love And Peace Dude men blev senere ændret til Laughing As People Die. Efter deres afsked med forsangeren Richard Morales ledte bandet efter en ny vokalist. En af de tidligste var Cory Cinque der blev brugt en lille del i 1993. Bandet skiftede samtidigt også navn til Creep. En sang blev skrevet og indspillet ved navn "See Thru." Dog varede det ikke længe inden Cory forlod dem med opfordring fra bandet selv. De gik derefter på jagt efter en ny forsanger og opdagede Jonathan Davis som optrådte med bandet
Sexart på John Bryan's Bar. Davis nåede ikke engang til audition før bandet tilbød ham at blive deres nye frontmand. Det varede ikke længe inden han accepterede deres tilbud. Bandet blev derefter navngivet Korn og turnérede på klub- og barscener hvor en del genkendelige sange blev sunget f.eks. "Alive", "Blind", og "Daddy". "See Thru" blev genskrevet af Jonathan og blev i stedet for navngivet "Molested."
I 1993 udgav bandet deres første demo ved navn Neidermeyer's Mind som indeholdt sangene "Predictable," "Blind," "Daddy," og "Alive." Sangen "Alive" var bandets første sang som var en tidlig version af sangen "Need To" der endte på deres debutalbum KoRn. Albummet blev udgivet i 1994 og var produceret af Ross Robinson og udgivet af Immortal/Epic Records. Albummet indeholdt singlerne "Blind," "Clown," og "Shoots and Ladders." "Shoots and Ladders" blev tildelt en Grammy nomination for Best Metal Performance'
Deres første store tour var at åbne for Danzig og Marilyn Manson i marts og april 1995. I maj og juni åbnede de for 311 og vendte derefter tilbage til USA hvor de varmede publikum op for Megadeth sammen med Fear Factory, Flotsam and Jetsam.
I vinteren var de med på en endnu større turne med Ozzy Osbourne og Deftones som en støttegruppe.

### Life is Peachy
I oktober 1996 udkom KoRns andet album Life Is Peachy som var mere rap-påvirket, men også mere tungt og heavy inspireret. Albummet fik mere succes end deres debutalbum og fik en placering som nr. 3 på The Billboard 200 hitliste uden meget opmærksomhed fra radioen, musikkanalerne eller presseomtale.
Det blev tildelt en Grammy nomination for Best Metal Performance takket være sangen "No Place To Hide." I dag har albummet solgt omkring 3 millioner oplag verden over og er blevet tildelt dobbelt-platinum i USA. Bandet støttede indspilningerne ved at åbne en Metallica tour.
Korn optrådte med sange fra det nye album over internettet så fans kunne se med hjemmefra. Denne online optræden var en af de første af dens slags og hjalp Korn til større fremtræden på internettet som senere blev en fremherskende del af deres marketing og tilgængelighed for fansene.
I 1997 stiftede bandet deres eget pladeselskab ved navn Elementree Records. Det første band de skrev kontrakt med var Orgy (som havde en del medlemmer fra Davis' gamle band Sexart). Efter de næste fem år skrev de kontrakt med bands som Videodrone, rapperen Marz og Deadsy.

## Medlemmer
Nuværende medlemmer
- Reginald „Fieldy“ Arvizu
- James „Munky“ Shaffer
- Jonathan Davis
- Ray Luzier
- Brian „Head“ Welch

- Jonathan Davis – Vokal, sækkepibe (1993–i dag)
- James "Munky" Shaffer – Guitar, bagvokal (1993–i dag)
- Brian "Head" Welch – Guitar, bagvokal (1993–2005, 2013–i dag)
- Reginald "Fieldy" Arvizu – Bas (1993–i dag)
- Ray Luzier – Trommer, percussion (2007–i dag)

Nuværende back-up band
- Zac Baird – Keyboards, klaver, bagvokal (2006–i dag)

Tidligere medlemmer
- David Silveria – Trommer, percussion (1993–2006)

Tidligere back-up band
- Mike Bordin - Trommer (2000-2001)
- Rob Patterson - Guitar, backing vokal (2005-2007, 2008)
- Christian Olde Wolbers - Guitar (2006)
- Michael Jochum - percussion, Trommer (2006-2007)
- Kalen Chase - thrash percussion, backing vokal (2006-2008)
- Clint Lowery - Guitar (2007)
- Joey Jordison - Trommer (2007)
- Shane Gibson - Guitar (2007-2010, døde april 2014)
- Wesley Geer - Guitar (2010-2013)
- Morgan Rose - Trommer (2011)
- Ryan Martinie - Bas (2013)
- JR Bareis - Guitar (2014)

Session medlemmer
- Zac Baird - keyboard, klaver, backing vokal (2006–i dag)
- Terry Bozzio - Trommer (2006-2007)
- Brooks Wackerman - Trommer (2006-2007)

## Diskografi
- Korn (1994)
- Life Is Peachy (1996)
- Follow the Leader (1998)
- Issues (1999)
- Untouchables (2002)
- Take a Look in the Mirror (2003)
- See You on the Other Side (2005)
- Unavngivet album (2007)
- Korn III: Remember Who You Are (2010)
- The Path of Totality (2011)
- The Paradigm Shift (2013)
- The Serenity of Suffering (2016)
- The Nothing (2019)
- Requiem (2022)